# جشنواره هاینر

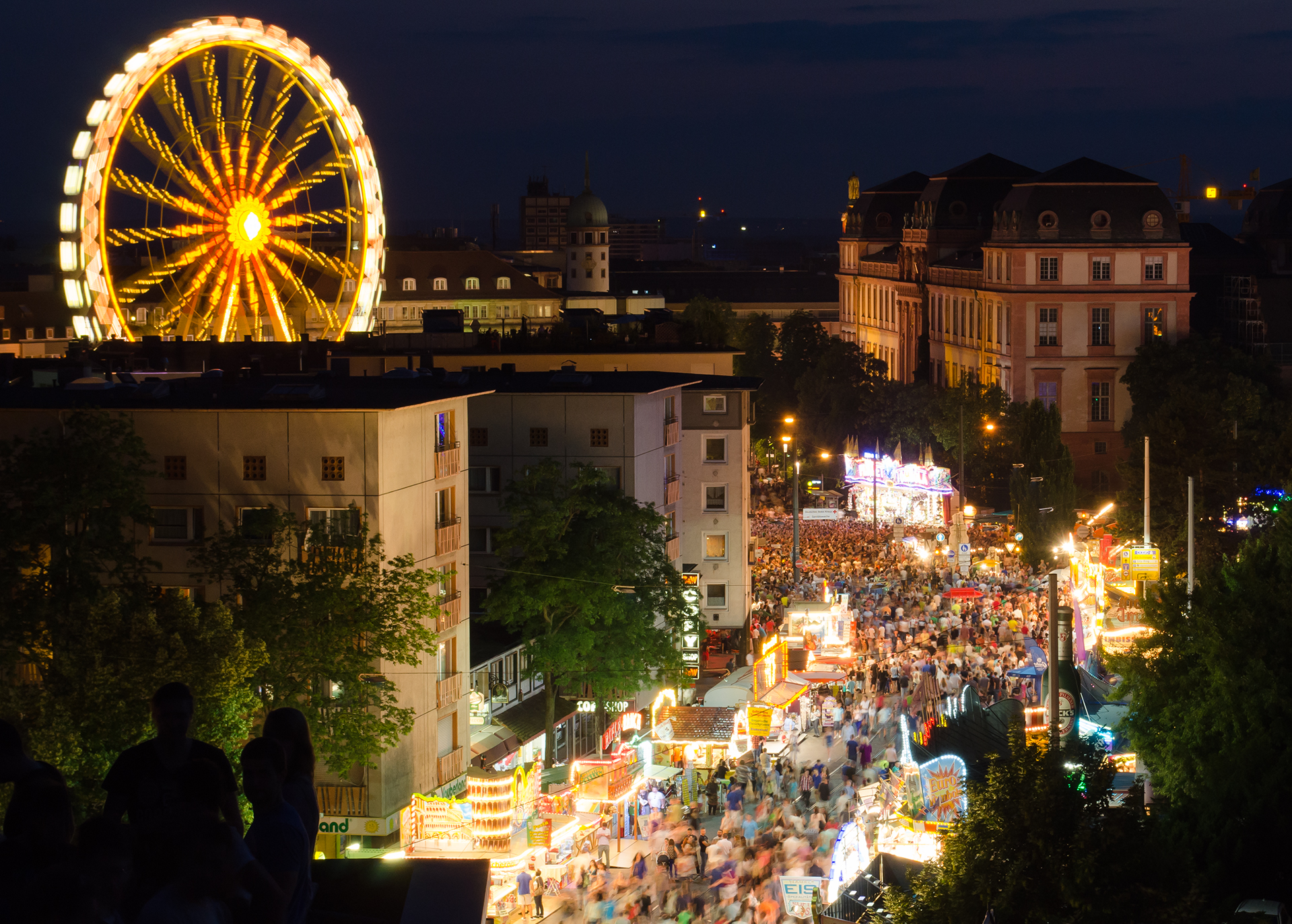
جشن هاینر

جشن هاینر (به آلمانی: Heinerfest)، جشنواره‌ای است که هرساله در اولین آخر هفته ماه ژوئیه در شهر دارمشتات آلمان برگزار می‌شود.در این مراسم غذاها و نوشیدنی‌های گوناگون به همراه اجرای بازی‌های مختلف عرضه می‌شود.
این جشن که تقریباً با حضور ۲۵۰ صحنه‌گردان برگزار می‌گردد، بزرگترین جشنواره درون‌شهری در آلمان به‌شمار می‌رود.جشن هاینر از سال ۱۹۵۱ میلادی برپا شده‌است و تعداد بازدیدکنندگان آن حدود ۷۰۰۰۰۰ نفر است.